# Васильев, Николай Иванович (политик)
Никола́й Ива́нович Васи́льев (род. 28 марта 1958, Грачёвский район, Оренбургская область) — российский политик, депутат Государственной Думы VI созыва. Член Президиума Центрального комитета КПРФ с 2008 года. Депутат Государственной Думы VIII созыва. Член Комитета Государственной Думы по аграрным вопросам.
Из-за вторжения России на Украину, находится под международными санкциями Евросоюза, США, Великобритании и ряда других стран.

## Биография
Родился 28 марта 1959 года.
Окончил Московский институт управления имени Серго Орджоникидзе, Московскую Высшую партийную школу при ЦК КПСС, аспирантуру Российской академии управления. Кандидат психологических наук.
Работал на Долгопрудненском машиностроительном заводе, избирался первым секретарем Мытищинского городского комитета ВЛКСМ, заведующим идеологическим, организационным отделом Мытищинского городского комитета КПСС.
До избрания в Московскую областную думу работал в Правительстве Московской области помощником депутата Государственной Думы по работе в Московской области. 11 марта 2007 года избран депутатом Московской областной Думы. Член Комитета по статусу, регламенту и депутатской этике, руководитель фракции Коммунистической партии Российской Федерации в Московской областной Думе.
С 30 ноября 2008 года член Президиума ЦК КПРФ.
Депутат Государственной Думы VI созыва (2011—2016) избран в составе федерального списка кандидатов, выдвинутого Политической партией «Коммунистическая партия Российской Федерации». Член фракции Политической партии «Коммунистическая партия Российской Федерации», член комитета ГД по природным ресурсам, природопользованию и экологии.
Избран членом ЦК КПРФ на XVII съезде КПРФ (27 мая 2017 года). Избран членом Президиума ЦК КПРФ на I Пленуме ЦК КПРФ (созванном после съезда).
Первый секретарь Московского областного комитета КПРФ.

## Семья
Женат, отец пятерых детей.

## Награды
- Медаль «За трудовую доблесть»;
- Государственная награда Московской области — медаль Ордена «Иван Калита»;
- Почетный знак Московской областной Думы «За заслуги в законотворческой деятельности»;
- Высшая партийная награда КПРФ — орден «Партийная доблесть».